# النساء في حروب القرن الثامن عشر
لطالما ضمت الحرب النشطة عبر التاريخ المسجل المقاتلين الذكور، لكن النساء ساهمن أيضًا في الأنشطة العسكرية، كمقاتلات مثلًا. تصف القائمة التالية النساء المعروفات بمشاركتهن في العمليات العسكرية في القرن الثامن عشر. بالنسبة للنساء في الحروب في الولايات المتحدة في هذا الوقت، يرجى الاطلاع على الجدول الزمني للنساء في الحرب في الولايات المتحدة، ما قبل عام 1945.
التسلسل الزمني للنساء في الحروب منذ حروب القرن الثامن عشر في جميع أنحاء العالم (باستثناء الولايات المتحدة الحالية)

## القرن الثامن عشر
- 1700-1721: امرأة مجهولة خدمت في الجيش السويدي في حرب الشمال العظمى، بعد الحرب، شوهدت ترتدي ملابس رجالية في شوارع ستوكهولم حتى أربعينيات القرن الثامن عشر، عُرفت باسم «الفارس».[1]
- العقد الأول من القرن الثامن عشر: عملت توماسا تیتو کاندمایتا خبيرة استراتيجية عسكرية، وقائدة كتيبة نسائية أثناء تمرد توباك أمارو الثاني.[2][3][4]
- العقد الأول من القرن الثامن عشر: انضمت ماريا أورسولا دابرو ولينكاسترو إلى البحرية البرتغالية مرتدية زي رجل تحت اسم بالتزار دو كونتو كاردوسو، وأبحرت إلى البرتغال، وانضمت إلى الجيش، وشاركت في المعارك في الهند.[5]
- العقد الأول من القرن الثامن عشر: عملت إنجيلا غاثينهيلم قرصانة تفويضية للملك كارل الثاني عشر ملك السويد في حرب الشمال العظمى.[6]
- العقد الأول من القرن الثامن عشر: عملت ماري ريد جندية قبل أن تصبح قرصانة.[7]
- العقد الأول من القرن الثامن عشر: عملت مارغريتا فون أشيبيرغ عقيدًا في فوج زوجها المتوفى خلال حرب الشمال العظمى.[8]
- 1700: خلال معركة نارفا، تمكنت القوات السويدية من القبض على بعض الجنود الروس الذين حاصروا نارفا، ليكتشفوا أنهم نساء يرتدين زي الذكور.[9]
- 1700: نظمت الملكة شارلوت أمالي من هسن كاسل الدفاع عن كوبنهاغن ضد الغزو.[10]
- 1700-1709: أصبحت تاراباي، إمبراطورة إمبراطورية ماراثا في الهند، الإمبراطورة الوصية على ابنها ونجحت في محاربة وهزيمة المغول.[11]
- 1700-1712: حاربت ماريا أورسولا دابرو ولينكاسترو في الجيش البرتغالي في الهند.[12]
- 1702: دافعت آنا إيزابيلا غونزاغا، دوقة مانتوفا، عن مانتوا خلال حرب الخلافة الإسبانية بصفتها وصية العرش أثناء غياب زوجها.[13]
- 1702: خدمت ماريج جاكوبس وييرز في الجيش الهولندي مرتدية زي الذكور.[14]
- 1705: قادت ماي باغو جنود السيخ ضد المغول.[15]
- 1705-1708: عملت كاثرينا مارغريتا لينك جندية في جيوش هانوفر، وبروسيا، وهيس، وبولندا.[16]
- 1705: خدمت جريتجي هارمنسي كنيبسار في الجيش الهولندي مرتدية زي ذكر تحت اسم ديرك يانسن.[14]
- 1706: خدمت جيرترويد تير بروج في الفرسان الهولنديين، وبعد ذلك أصبحت من المشاهير المحليين المعروفين باسم «الجندي في سلاح الفرسان».[17]
- 1709-1710: دافعت النبيلة المجرية غيتي يوليانا عن لوسي ضد قوات هابسبورغ أثناء تمرد فرانسيس الثاني راكوتزي.[18]

### العقد الثاني من القرن الثامن عشر
- العقد الثاني من القرن الثامن عشر: خلال حرب الشمال العظمى، دافعت ماريا فاكسيل، زوجة أحد القساوسة، عن قريتها ضد هجوم نرويجي من خلال تسليم أسلحة قديمة لكل من الرجال والنساء أثناء غياب زوجها.[19]
- 1711-1721: أدارت إنجيلا غاثينهيلم الأسطول السويدي الخاص بالاشتراك مع زوجها أثناء حرب الشمال العظمى. عندما ترملت في عام 1718، واصلت العمل بنفسها.[20]
- 1712-1714: خدمت آنا يورانسدوتر من فنلندا في الجيش السويدي تحت اسم يوهان هاريتو.[21]
- 1712-1717: اكتشِف أن ثلاث إناث مجهولات خدمن في مشاة البحرية الهولندية ارتدين زي الذكور.[14]
- 1713-1721: خدمت مارغريتا إليزابيث روس في الجيش السويدي متنكرة في زي رجل.[22]
- 1713-1726: خدمت أولريكا إليونورا ستالهامار في الجيش السويدي تحت قيادة كارل الثاني عشر ملك السويد خلال حرب الشمال العظمى.[21]
- 1713-1714: أجبِرت أنيكا سفان، بالإضافة إلى العديد من النساء الفنلنديات المستعبدات الأخريات اللواتي أسرهن الروس، على المشاركة في الغزو الروسي لفنلندا السويدية في ساحات المعارك أثناء الغضب الأكبر مرتدين زي الفرسان الروسي.[23]
- 1715: ترددت شائعات بأن امرأتين مجهولتان خدمتا بين الجنود في الجيش السويدي، إحداهما زوجة أحد الجنود، الذي كان في ذلك الوقت قد خدم لمدة أربع سنوات.[21]
- 1715-1718: خدمت آنا ماريا كريستمان في زي رجل في الجيش النمساوي تحت قيادة الأمير يوجين من سافوي خلال الحرب العثمانية البندقية (1714-1718).[24]
- 1716: نجحت النرويجية آنا كولبيورنسداتر في الانتصار على السويديين في معركة نورديرهوف في النرويج خلال حرب الشمال العظمى في 29 مارس 1716 بأسر 600 جندي سويدي.[25]
- 1716: تجنبت النرويجية كاري هيران المحاولة السويدية لغزو النرويج بتزويدهم بمعلومات خاطئة عن حجم الجيش النرويجي.[26]
- 1718: أصبحت هانغبي في مملكة داهومي وصية العرش بعد مقتل شقيقها التوأم أكابا. ربما قادت حملات عسكرية.[27]
- 1719: التقت بريتا أولسدوتر، امرأة سويدية عجوز، بالجيش الروسي، الذي سار ضد لينشوبينغ بعد أن أحرق نورشوبينغ، وجعلتهم يستديرون ويغادرون بعد إخبارهم أن التعزيزات كانت تصل لمساعدة لينشوبينغ.[28]

### العقد الثالث من القرن الثامن عشر
- 1720-1739: الجدة ناني، الزعيمة الروحية لمارون جامايكا، قادت العبيد المتمردين إلى النصر في حرب المارون الأولى.[29]
- 1721: بارزت الكونتيسة بولنياك، التي كانت في السابق محبوبة دوق ريشيليو، منافستها وخليفتها، المركيزة نيسل.
- 1722: أعيدت ست إناث مجهولات إلى هولندا بعد أن خدمن كذكور في مشاة البحرية أو الجيش الهولندي في محاولة للهجرة إلى جزر الهند الشرقية الهولندية.
- 1723: خدمت لومكي ثول في البحرية الهولندية مرتدية زي ذكر تحت اسم جان ثيونيس.
- 1725: خدمت امرأة هولندية ماريا تير ميتلن في الجيش الإسباني مرتدية زي رجل.[30]
- 1726: خدمت ماريا إليزابيث مينينغ في البحرية الهولندية مرتدية زي الذكور.
- 1727: تأسيس أمازونات داهومي.[31]

### العقد الرابع من القرن الثامن عشر
- 1732: أنثى مجهولة خدمت في الجيش الهولندي مرتدية زي الذكور.
- 1733: قادت بريفو تمرد العبيد عام 1733 في سانت جون.[32]
- 1738-1752: خدمت يوهانا صوفيا كتنر في سلاح المشاة الإمبراطوري النمساوي لمدة أربعة عشر عامًا في مظهر رجل، ورُفعت إلى فيلدفيبل.[33]

### العقد الخامس من القرن الثامن عشر
- 1740: قاتلت آن ميلز على الفرقاطة مايدنستون كجندي من سلاح الفرسان.[34]
- 1741-1743: خدمت ماريا فان دي غيجيسن في البحرية الهولندية تحت اسم كلايس فان دي غيجيسن.
- 1743: تنكرت يوهانا صوفيا كتنر في هيئة رجل وانضمت إلى الجيش النمساوي.
- 1744: خدمت أنثى مجهولة في البحرية الهولندية بزي رجل.
- 1745: خدمت ياكوبينا (الاسم الأخير غير معروف) في البحرية الهولندية مرتدية زي الذكور.
- 1745: خدمت أنثى مجهولة في البحرية الهولندية مرتدية زي الذكور.[35]
- 1745: فيبي هيسل حاربت في معركة فونتنوي. تنكرت في هيئة رجل للقيام بذلك.[36]
- 1745: قاتلت الاسكتلندية ماري رالفسون في الجيش البريطاني في معركة فونتنوي مرتدية زي رجل.
- 1746: خدمت يوهانا بينيوس في البحرية الهولندية مرتدية زي ذكر تحت اسم جان دروب.
- 1746: خدمت إليزابيث هويسر في الجيش الهولندي مرتدية زي الذكور.[37]
- 1746-1769: عملت ماريا فان أنتويرب جندية في هولندا تحت اسم جان فان آرت.[38]
- 1748: التحقت غيرترويد فان دويرين وخدمت لفترة وجيزة في الجيش الهولندي قبل اكتشافها.
- 1747-1750: خدمت هانا سنيل متنكرة بزي رجل في البحرية الملكية: اعترِف بخدمتها العسكرية رسميًا في عام 1750، ومنِحت معاشًا تقاعديًا.

- 1750: خدمت ماريا صوفيا ستوردينغ في البحرية الهولندية مرتدية زي رجل.
- 1751: اكتشِف أن جنديين مجهولان من البحرية الهولندية هما من الإناث.
- 1754: خدمت امرأة مجهولة في الجيش الهولندي بزي رجل.
- 1755: خدمت أنثى مجهولة في البحرية الهولندية بزي رجل.[39]
- 1756: اكتشِف أن الجندي يوشيم ويس من الجيش الهولندي أنثى ترتدي زي الذكور.
- 1757: تبين أن البحار «آرثر دوجلاس» امرأة. اسمها الحقيقي غير معروف.
- 1757: خدمت امرأة مجهولة في البحرية الهولندية بزي رجل.
- 1757 - 1758: خدمت امرأتان مجهولتان في البحرية الهولندية بزي رجال.
- 1759-1771: عملت ماري لاسي نجارًا بحريًا تحت اسم «ويليام تشاندلر».[34]